# Tanjung Raya (Buay Sandang Aji)
Tanjung Raya is een bestuurslaag in het regentschap Ogan Komering Ulu Selatan van de provincie Zuid-Sumatra, Indonesië. Tanjung Raya telt 850 inwoners (volkstelling 2010).